# Àlex Torío
Àlex Torío   (Barcelona, 1974) és un cantautor català en llengua anglesa, físic teòric i exprofessor de matemàtiques. Ha publicat set discs.
Amb Empar Moliner, la seva parella, i Juan Carlos Ortega van realitzar el programa de TV3 Herois quotidians. Viu a Sant Cugat, on va muntar un petit estudi i un bar privat per poder enregistrar les seves cançons. Ha col·laborat en diversos programes de ràdio com La vida de Catalunya Ràdio i Via Lliure, de Rac1, on feia una secció sobre història de la música pop-rock al programa . El 28 de febrer de 2020 va publicar el seu primer disc en català, L'home de l'any (passat), una revisió del seu primer treball. El 2021 va començar a treballar a iCat fm amb el programa El fotimer.

## Discografia
- Last year's man (Sinnamon Records, 2002)
- Magic wand side effects (Sinnamon Records, 2004)
- The lame fiancée (Sinnamon Records, 2006)
- Principia Mathematica (Picap, 2010)
- Ghosts of Comala (Columna Música, 2013)
- The neglected garden (Columna Música, 2018)[4]
- L'home de l'any passat (Discmedi, 2020)
- Collage'95 (Barcelona Skyline Records, 2022)

## Obra publicada
- L'era dels àlbums. 40 discos imprescindibles.  Columna, 2024. ISBN 978-84-664-3190-3.[5]